# Panorpodidae
Panorpodidae es una pequeña familia de insectos del orden Mecoptera. De los dos géneros existentes, Brachypanorpa solo está presente en Estados Unidos, y Panorpodes habita en zonas de Japón y Corea, estas especies fueron descriptas en el 2004.

## Géneros
La familia aloja 13 especies en dos géneros:
- Brachypanorpa Carpenter, 1931 (cinco especies: Estados Unidos)
- Panorpodes MacLachlan, 1875 (ocho especies: Japón, Corea, California)